# Adolf Wiesenburg
Adolf Wiesenburg (1838 – 6. července 1920 Rittersfeld) byl rakouský podnikatel a politik německé národnosti, v 2. polovině 19. století poslanec Říšské rady z Dolních Rakous.

## Biografie
Pocházel z židovského rodu z Haliče. Jeho otec Anton Wiesenburg se narodil roku 1798 jako Adolf Bimsenstein ve Lvově a roku 1822 ve Vídni konvertoval ke katolictví. Ve čtvrti Neubau založil textilní továrnu. Syn Adolf pak otcův podnik převzal. V roce 1902 byl povýšen do šlechtického stavu jako Adolf Wiesenburg von Hochsee. Zastával funkci dánského generálního konzula a byl správním radou Anglo-rakouské banky. Patřil mezi nejznámější a nejbohatští vídeňské průmyslníky.
Působil taky jako poslanec Říšské rady (celostátního parlamentu Předlitavska), kam nastoupil ve volbách roku 1879 za kurii městskou v Dolních Rakousích, obvod Vídeň, VII. okres. Ve volebním období 1879–1885 se uvádí jako Adolf Wiesenburg, továrník, bytem Vídeň.
Po volbách roku 1879 se uvádí jako ústavověrný poslanec. V říjnu 1879 je zmiňován na Říšské radě coby člen mladoněmeckého Klubu sjednocené Pokrokové strany (Club der vereinigten Fortschrittspartei).